# Nointot
Nointot är en kommun i departementet Seine-Maritime i regionen Normandie i norra Frankrike. Kommunen ligger i kantonen Bolbec som tillhör arrondissementet Le Havre. År 2022 hade Nointot 1 369 invånare.

## Befolkningsutveckling
Antalet invånare i kommunen Nointot
| Referens: INSEE |